# (20002) Tillysmith
(20002) Tillysmith est un astéroïde de la ceinture principale.

## Description
(20002) Tillysmith est un astéroïde de la ceinture principale. Il fut découvert le 10 mars 1991 à Siding Spring par Robert H. McNaught. Il présente une orbite caractérisée par un demi-grand axe de 3,19 UA, une excentricité de 0,14 et une inclinaison de 20,2° par rapport à l'écliptique.

## Compléments